# Warszawa Zachodnia WKD
Warszawa Zachodnia WKD – przystanek Warszawskiej Kolei Dojazdowej znajdujący się w dzielnicy Ochota, na terenie warszawskiego Dworca Zachodniego jako peron nr 1. 
W roku 2022 dzienna wymiana pasażerska na przystanku wyniosła  3 000-4 000 osób.

## Opis przystanku
Przystanek składa się z jednego peronu wyspowego, na którym znajduje się tablica z nazwą stacji i rozkładem jazdy, elektroniczne tablice systemu informacji pasażerskiej powiadamiające o czasie ich odjazdów i przyjazdów
Na peron prowadzą dwa wejścia wyłącznie schodami z poziomu przejścia podziemnego pod Dworcem Zachodnim, bez ułatwień w dostępie dla osób niepełnosprawnych, rodziców podróżujących z dziećmi w wózkach czy rowerzystów.
Stacja obsługuje połączenia w kierunku Warszawy Śródmieście (tor 1) i w kierunku Grodziska Mazowieckiego (tor 2). Na przystanku znajduje się pełnozakresowa kasa biletowa, która mieści się w przejściu podziemnym stacji Warszawa Zachodnia. Na peronie dostępny jest automat biletowy, a w tunelu przy wejściu na peron nr 2 znajduje się kasownik biletów ZTM uprawniających do przejazdu linią WKD.
W pierwszej połowie 2012 r., przed mistrzostwami EURO 2012, przeprowadzona została modernizacja peronu.

## Dojazd
Do przystanku można dojechać autobusami ZTM korzystając z przystanków Dworzec Zachodni i Dworzec Zachodni Tunelowa.